# Beonna
Vous lisez un « bon article » labellisé en 2020.
Beonna ou Beorna est un roi d'Est-Anglie de la deuxième moitié du VIIIe siècle.
Son règne est très mal connu. La documentation le concernant est principalement d'ordre numismatique, avec plus d'une centaine de pièces connues frappées à son nom, majoritairement retrouvées dans les trésors enterrés à Middle Harling, dans le Norfolk, et Burrow Hill, dans le Suffolk. Les rares mentions dans les sources écrites indiquent qu'il monte sur le trône à la mort d'Ælfwald, le dernier roi attesté de la dynastie des Wuffingas, en 749, et qu'il partage le royaume avec Alberht et (peut-être) Hun. La date et les circonstances de la fin de son règne sont inconnues.

## Contexte
Contrairement aux royaumes de Northumbrie, de Mercie et du Wessex, les Angles de l'Est ont laissé peu de traces écrites de leur histoire. D'après l'historienne Barbara Yorke, cette lacune documentaire est la conséquence des invasions vikings, qui ont causé la destruction de la plupart des monastères de la région, ainsi que la disparition de ses deux sièges épiscopaux, situés à Dommoc pour le Suffolk et Elmham pour le Norfolk. Néanmoins, il ne s'agit peut-être pas de la seule raison : pour Richard Hoggett, cette pauvreté documentaire s'explique avant tout par l'absence de conservation effective des documents.
Le roi des Angles de l'Est Ælfwald meurt en 749 après trente-six années de règne. Durant cette période, son royaume bénéficie d'une certaine stabilité, même s'il se retrouve soumis à l'autorité du roi mercien Æthelbald, au pouvoir de 716 à 757. Ælfwald est le dernier représentant certain des Wuffingas, la dynastie qui règne sur l'Est-Anglie depuis le VIe siècle.

## Identification

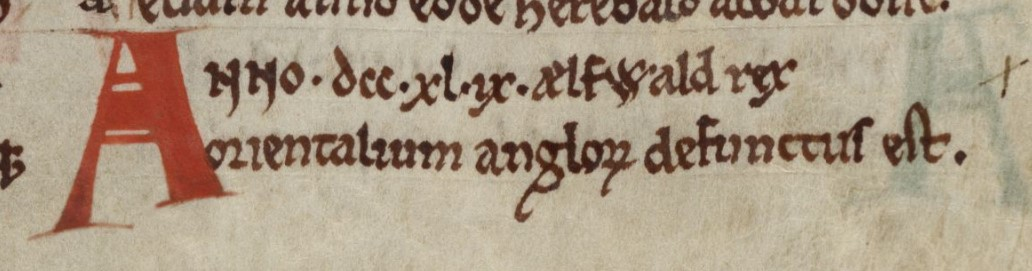
Le début de l'entrée pour 749 de lHistoria regum rapporte la mort d'Ælfwald : Ælfwald rex Orientalium Anglorum defunctus est (MS CCCC 139, f 62r).

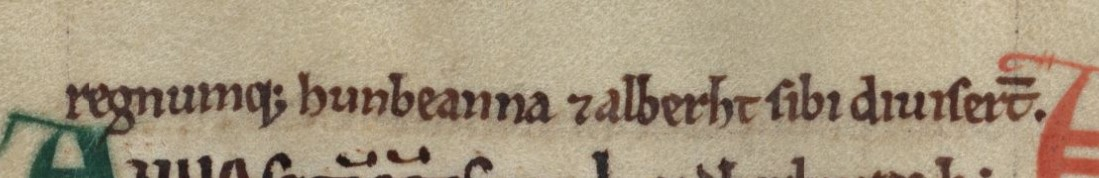
La fin de la même entrée rapporte la succession d'Ælfwald : regnumque Hunbeanna et Alberht sibi diviserunt (MS CCCC 139, f 62v).

Beonna est mentionné comme roi des Angles de l'Est dans une poignée de sources écrites. L'Historia regum, une chronique compilée au XIIe siècle par Siméon de Durham, mais dont une grande partie est l'œuvre de Byrhtferth, un moine de la fin du Xe siècle, indique que « Hunbeanna et Alberht se partagèrent le royaume des Angles de l'Est » après la mort d'Ælfwald. Le Chronicon ex chronicis de Jean de Worcester, qui date également du XIIe siècle, mentionne un roi des Angles de l'Est nommé Beornus. Une liste de rois figurant dans cette même chronique mentionne Beonna comme roi d'Est-Anglie à l'époque d'Offa, roi de Mercie de 757 à 796. Au siècle suivant, Matthieu Paris mentionne également le partage de l'Est-Anglie entre Beonna et Ethelbert dans ses Flores historiarum. Contrairement à celui de ses cinq prédécesseurs, le nom de Beonna ne commence pas par un A ou un Æ, ce qui suggère qu'il pourrait ne pas leur être apparenté, contrairement à son co-roi Alberht qui pourrait appartenir à la dynastie des Wuffingas.
Si Beanna est un roi, cela soulève la question de l'élément Hun- dans le nom Hunbeanna. Les historiens H. M. Chadwick et Dorothy Whitelock proposent une division du royaume en trois et non en deux, Hun étant un troisième roi distinct de Beanna. Un scribe aurait pu accoler par erreur leurs deux noms pour donner Hunbeanna. Yorke avance la possibilité que la division de l'Est-Anglie se soit faite entre le Norfolk, le Suffolk et la région d'Ely. En revanche, D. P. Kirby considère que le partage de l'Est-Anglie n'a en réalité pas eu lieu et que Hun, Beanna et Alberht (qu'il identifie à Æthelberht) se sont succédé sur le trône. Il situe l'avènement de Beonna vers 758 et considère ses monnaies comme la preuve d'une indépendance reconquise vis-à-vis de la Mercie dans la foulée de la mort d'Æthelbald, tué par ses gardes du corps en 757.
Charles Oman propose que Beonna ne soit autre que Beornred, un inconnu qui monte brièvement sur le trône de Mercie à la mort d'Æthelbald avant d'en être chassé par Offa la même année. Il est également possible que Beonna et Beornred appartiennent simplement à la même famille. Marion Archibald et Valerie Fenwick s'appuient à la fois sur la numismatique et sur les sources écrites pour proposer un scénario plus élaboré. Partant de l'hypothèse que Beornred et Beonna sont une seule et même personne, elles envisagent qu'il soit placé à la tête du Norfolk par Æthelbald de Mercie, tandis qu'Alberht, probablement un représentant de la dynastie des Wuffingas, continue à régner sur le Suffolk. Beornred/Beonna profite de la mort d'Æthelbald pour s'emparer du trône de Mercie en 757 et intensifie sa production monétaire en Est-Anglie, peut-être pour des raisons militaires. Chassé de Mercie par Offa au bout de quelques mois, il doit se réfugier en Est-Anglie. Alberht, qui avait profité de l'absence de Beornred/Beonna pour rétablir l'indépendance de son royaume, est à son tour déposé au retour de ce dernier, vers 760. Beornred/Beonna finit par perdre le pouvoir vers 760-765, lorsque Offa impose sa domination aux Angles de l'Est.

## Monnaies

Carte de l'Est-Anglie mettant en évidence la distribution des pièces de Beonna par monnayeur et lieu de découverte.

Les rois anglo-saxons commencent à frapper des pièces dans les années 620, d'abord en or, puis en électrum (un alliage d'or et d'argent) et enfin en argent pur. L'organisation pratique de ces émissions à l'époque de Beonna est très mal connue, mais il est vraisemblable que les monnayeurs agissent sous l'autorité du roi, qui supervise à un certain degré le dessin qui figure sur ses monnaies. Durant la première moitié du VIIIe siècle, toute l'Europe du Nord-Ouest est frappée par une pénurie de métaux précieux, et l'on constate au même moment une diminution du pourcentage de métaux précieux dans les sceattas frappés en Angleterre. Le premier roi à réagir à cette crise monétaire est Eadberht de Northumbrie. Vers 740, il commence à émettre une nouvelle monnaie de poids constant avec un fort pourcentage d'argent qui finit par remplacer l'ancienne monnaie dévaluée. D'autres souverains suivent son exemple, parmi lesquels Beonna, mais aussi le Carolingien Pépin le Bref, qui semble avoir été influencé par les nouvelles pièces émises par ces deux monarques anglo-saxons.
En 1968, seulement cinq pièces de Beonna étaient identifiées. Quelques autres s'y sont ajoutées dans les années suivantes, jusqu'à la découverte en 1980 d'un trésor enterré à Middle Harling, au nord-est de Thetford, près de la frontière entre le Norfolk et le Suffolk. Il a livré cinquante-huit pièces frappées sous le règne de Beonna. Le second endroit avec la plus grande concentration de monnaies de Beonna est Burrow Hill, dans le Suffolk, avec quatorze pièces. On connaît désormais plus d'une centaine de pièces à son nom, dont la plupart ont été acquises par le British Museum.
Beonna est le premier roi d'Est-Anglie dont le nom et le titre figurent à la fois sur ses pièces. Elles sont plus grandes que les sceattas, mais plus petites que les pennies frappés quelques décennies plus tard. Leurs inscriptions runiques forment un corpus daté important pour l'étude des runes anglo-saxonnes. Elles témoignent peut-être d'une préférence pour ce système d'écriture propre aux Angles de l'Est,.
Trois monnayeurs ayant travaillé pour Beonna sont connus par leur nom : Werferth, Efe et Wilred. Werferth est considéré comme le plus ancien des trois. Ses pièces, comme celles frappées pour Eadberht, contiennent 70 % d'argent et présentent de nombreuses similitudes de forme avec les monnaies northumbriennes. En s'appuyant sur la chronologie (connue) des pièces d'Eadberht, il pourrait être possible de dresser une chronologie pour celles de Beonna, si ce n'est qu'Eadberht est arrivé au pouvoir en 738, plus d'une décennie avant l'avènement de Beonna, ce qui rend impossible l'établissement de parallèles entre leurs pièces respectives.

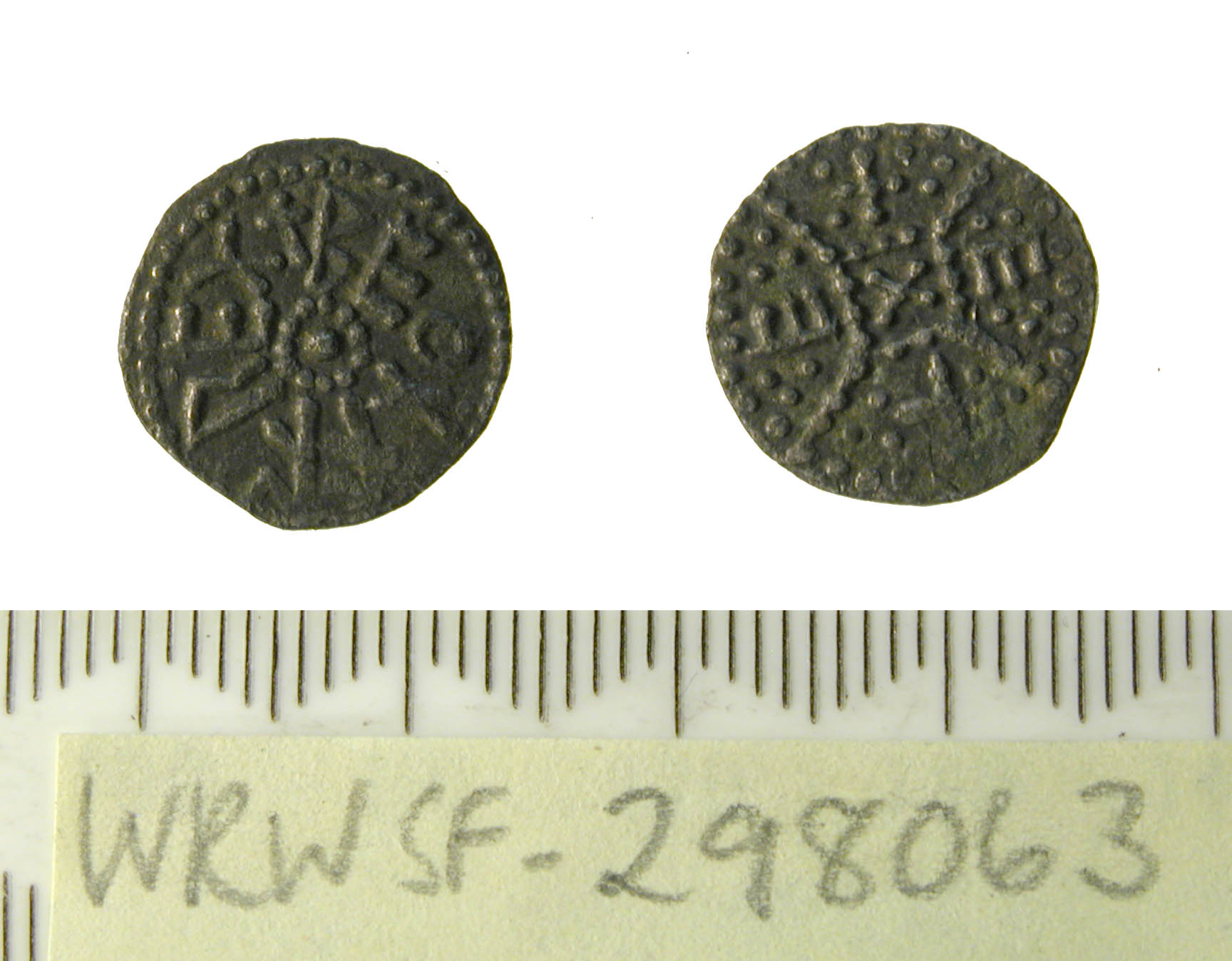
Une pièce de Beonna frappée par Efe.

Efe, le deuxième monnayeur de Beonna, est de loin le plus prolifique. D'après leur distribution, ses pièces semblent avoir été produites quelque part dans le nord du Suffolk ou le sud du Norfolk. Le village d'Euston, dans le Suffolk, pourrait devoir son nom à un dénommé Efe. L'avers des pièces d'Efe mentionne le nom et le titre du roi, généralement dans un mélange de runes et d'alphabet latin. Les caractères sont le plus souvent organisés autour d'un motif central, d'inspiration sans doute northumbrienne. Le revers présente une croix et les lettres du nom Efe dans des secteurs séparés par des lignes. L'utilisation des coins d'Efe, dont la majorité sont connus, ne répond à aucune cohérence particulière.

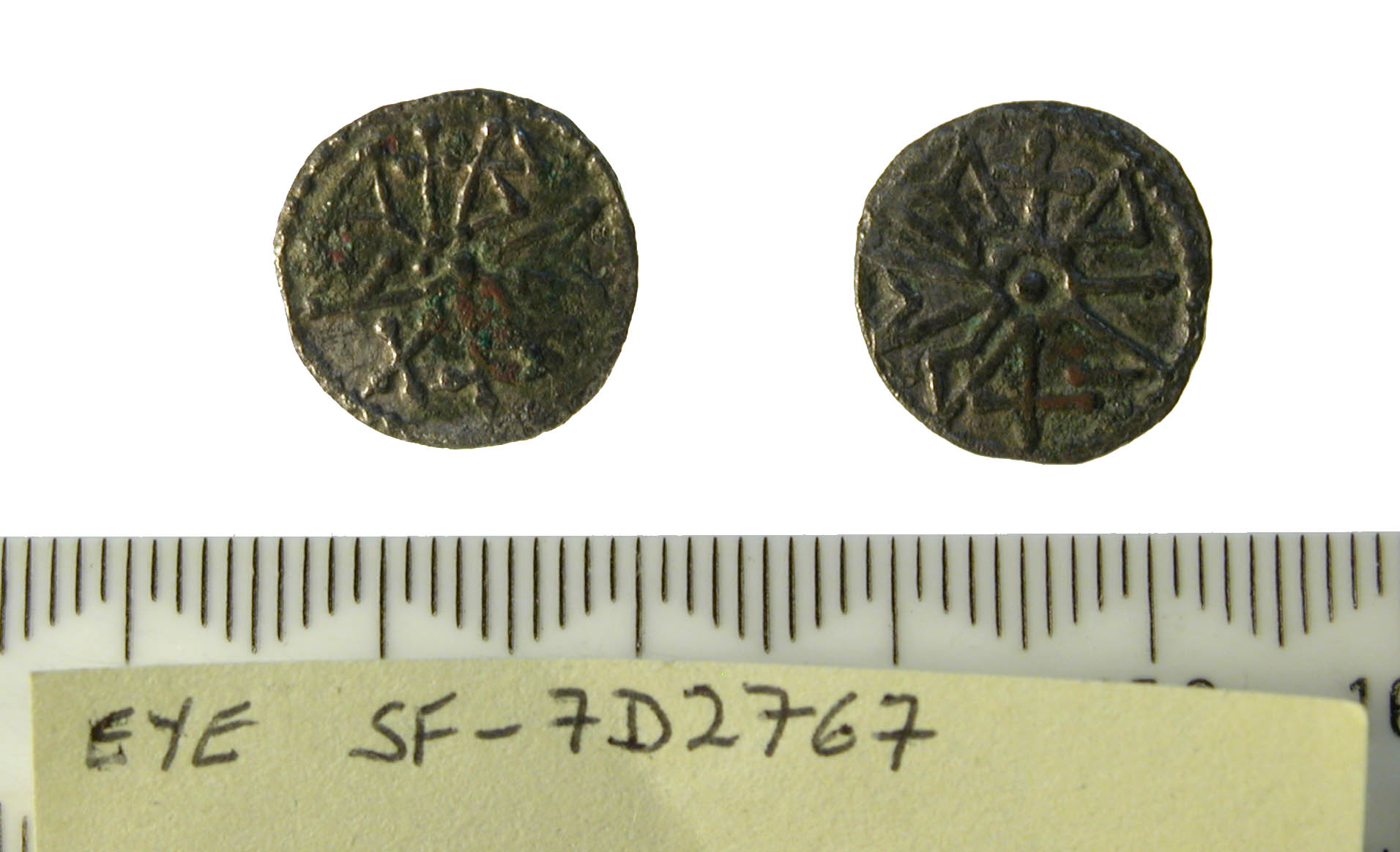
Une pièce de Beonna frappée par Wilred.

Les monnaies de Wilred, le troisième et dernier monnayeur connu de Beonna, sont si différentes de celles d'Efe qu'il n'est guère envisageable qu'elles aient pu être frappées au même endroit ou au même moment. Ce Wilred est vraisemblablement la même personne que le monnayeur du même nom qui travaille pour Offa de Mercie, peut-être à Ipswich. Ses pièces constituent donc une preuve potentielle de l'influence d'Offa sur les Angles de l'Est à une date antérieure à celle traditionnellement retenue, mais elles ne permettent pas vraiment de fixer la chronologie du règne de Beonna. Le nom de Wilred est systématiquement écrit en runes, avec le plus souvent deux croix pour isoler les éléments de son nom (+ wil + red). Sur l'autre face, le nom du roi est écrit d'une manière similaire, mais avec une rune supplémentaire. Cette rune unique, qui ressemble à un wynn (ᚹ), pourrait représenter la première lettre du mot vieil-anglais walda, « souverain ».
Il existe enfin un type de Beonna dont le monnayeur n'est pas nommé, qui présente un motif en entrelacs. Un spécimen aujourd'hui perdu en a été découvert à Dorestad, un nœud commercial important dans la deuxième moitié du VIIe siècle. Ce spécimen rappelle les derniers francs et frisons émis dans la région de Maastricht à la même époque.